# Jan Kanty Pawluśkiewicz
Jan Kanty Pawluśkiewicz (ur. 13 października 1942 w Nowym Targu) – polski kompozytor piosenek, muzyki teatralnej i filmowej, artysta malarz.

## Życiorys
Ukończył Państwową Szkołę Muzyczną w Nowym Targu oraz Wydział Architektury Politechniki Krakowskiej. Karierę artystyczną rozpoczął w roku 1967 w zespole „Anawa” jako jeden z jego współzałożycieli. Współpracował z Markiem Grechutą. Od początku lat 70. współpracuje z krakowskim kabaretem „Piwnica pod Baranami”, dla którego skomponował wiele utworów muzycznych. Związany także z Teatrem STU, Starym Teatrem, Teatrem Narodowym oraz Teatrem Powszechnym w Warszawie. Uczestniczy w utworzonym przez Aleksandra Glondysa projekcie artystycznym „Ellington po krakowsku”.
Komponuje muzykę filmową. Napisał muzykę m.in. do: Bohater roku, 1987, reż. F. Falk; Chleba naszego powszedniego, film telewizyjny 1974, reż. J. Zaorski; Wodzirej, 1978, reż. F. Falk; Układ krążenia, 1978, reż. A. Titkow; Ćma, 1980, reż. T. Zygadło; Gorączka, 1980, reż. A. Holland; Zawrócony, 1994, reż. K. Kutz.
Kompozytor opery Kur zapiał (1980), musicalu Szalona lokomotywa (1977, wspólnie z M. Grechutą), oratorium Nieszpory ludźmierskie (1992, do słów Leszka Aleksandra Moczulskiego), poematu symfonicznego Harfy Papuszy.
Skomponował hymn miasta Nowy Targ do słów Bronisława Maja (1996), hymn Opolskich Konfrontacji Teatralnych „Klasyka Polska” (1997), hejnał miasta Polkowice (2007), światowy hymn książki UNESCO do wiersza „Włos poety” Tadeusza Różewicza (2016).
Elżbieta Towarnicka jest jedyną wykonawczynią utworów J.K. Pawluśkiewicza, która wzięła udział we wszystkich większych formach napisanych przez kompozytora od końca lat 80. (dotychczas było ich dziewięć). Drugim artystą w tej klasyfikacji jest Grzegorz Turnau (udział w trzech utworach).
Z inicjatywy władz Krakowa rok 2005 został ogłoszony rokiem twórczości Jana Kantego Pawluśkiewicza.
W maju 2009 roku wraz z Leszkiem Aleksandrem Moczulskim wydał płytę „Radość miłosierdzia”. Płyta jest rejestracją prawykonania utworu zamówionego przez Filharmonię Poznańską, która w ten sposób uczciła 30-lecie pontyfikatu Karola Wojtyły.
Drugą obok komponowania muzyki pasją Pawluśkiewicza jest malarstwo. Artysta stosuje technikę malarską, którą sam nazwał żel art. Technika żel art jest ogromnie pracochłonna; na obraz o wielkości 40 na 60 cm składa się wiele tysięcy kropek nakładanych żelowymi długopisami – stąd nazwa żel art. Przeciętnie na jeden centymetr kwadratowy przypada 350–400 kropek. Dotychczas obrazy artysty prezentowane były na wystawach w Polsce, w Brukseli, we Włoszech oraz na Węgrzech.

## Życie prywatne
Żonaty z Sylwią Pawluśkiewicz z Soszyńskich, powiązaną z firmą Inter-Fragrances założoną przez Ignacego Zenona Soszyńskiego.

## Dyskografia
- 1993 – Nieszpory Ludźmierskie – rejestracja koncertu z kościoła oo. augustianów w Krakowie 2 października 1992
- 1994 – Harfy Papuszy
- 1998 – Amat vita
- 2005 – Przez tę ziemię przeszedł Pan
- 2009 – Radość Miłosierdzia

Wszystkie utwory z udziałem Elżbiety Towarnickiej.
Gościnnie:
- 1994 – Grzegorz Turnau: Turnau w Trójce – muzyka w utworze „Pejzaż horyzontalny”
- 1995 – Grzegorz Turnau: To tu, to tam – muzyka w utworze „Jak linoskoczek”
- 1997 – Grzegorz Turnau: Tutaj jestem – muzyka w utworze „Piosenka dla ptaka”
- 2005 – Grzegorz Turnau: 11:11 – muzyka w utworze „Czas błękitu”
- 2006 – Grzegorz Turnau: Historia pewnej podróży

## Ordery i odznaczenia
- Krzyż Oficerski Orderu Odrodzenia Polski (2013)[8][9]
- Złoty Medal „Zasłużony Kulturze Gloria Artis” (2016)[10]
- Srebrny Medal „Zasłużony Kulturze Gloria Artis” (2005)[10]
- Odznaka „Honoris Gratia” (2006)[9]
- Srebrne Odznaczenie im. Janka Krasickiego (1974)[4]
- Medal Świętego Brata Alberta za wspieranie osób niepełnosprawnych (2019)[11][12]

## Nagrody i wyróżnienia
- Grand Prix na FPiPS za muzykę piosenki „Tango Anawa” (słowa Marek Czuryło, Marek Grechuta) (1967)
- Nagroda Dziennikarzy na KFPP w Opolu za muzykę piosenki „Serce” (słowa Liliana Wiśniowska, Andrzej Nowicki) (1968)
- I Nagroda na festiwalu FAMA '69 w Świnoujściu za kompozycje i aranżacje dla zespołu Anawa (1969)
- Brązowy Smok na 12. Międzynarodowym Festiwalu Filmów Krótkometrażowych w Krakowie za muzykę do filmu W tym miejscu... (1975)
- Nagroda Festiwalu Piosenki Studenckiej (1977)
- Nagroda Krajowego Festiwalu Piosenki Polskiej w Opolu (1977)
- Honorowy Baca Podhala (1992)
- Nagroda I Festiwalu Polskiej Twórczości Telewizyjnej za muzykę do „Nieszporów Ludźmierskich” (1993)
- Złote Lwy, nagroda na Festiwalu Polskich Filmów Fabularnych w Gdyni za muzykę do filmu Zawrócony (1994)
- Nominacja do nagrody polskiego przemysłu fonograficznego Fryderyk – w kategorii album roku (1994)
- Nominacja do nagrody polskiego przemysłu fonograficznego Fryderyk – w kategorii kompozytor roku (1995)
- Nominacja do nagrody polskiego przemysłu fonograficznego Fryderyk – w kategorii album roku (1996)
- Orzeł (Polska Nagroda Filmowa) – nominacja w kategorii najlepsza muzyka za rok 2000 do filmu Córy szczęścia (2001)
- Ludwik – nagroda krakowskiego środowiska teatralnego za muzykę do spektaklu Spaghetti i miecz Tadeusza Różewicza w Starym Teatrze w Krakowie (2001)
- Orzeł (Polska Nagroda Filmowa) – nominacja w kategorii najlepsza muzyka za rok 2001 do filmu Mała Vilma (2002)
- Nominacja do nagrody polskiego przemysłu fonograficznego Fryderyk – w kategorii album roku (2003)
- Laur Krakowa XXI wieku, wyróżnienie przyznawane wybitnym osobowościom, łączącym środowiska nauki, sztuki i biznesu (2005)
- Złoty Laur za Mistrzostwo w Sztuce za 2004 – nagroda krakowskiej filii Fundacji Kultury Polskiej za sztukę kompozytorską (2005)
- Nagroda Marszałka Województwa Pomorskiego na 12. Festiwalu Gwiazd w Gdańsku (2007)
- tytuł Honorowego Obywatela Gminy Polkowice (2007)
- tytuł Honorowego Obywatela Miasta Nowy Targ (2008)
- Tytuł Honorowego Ambasadora Ziem Górskich (2011)
- Nagroda na Gdynia Film Festival za muzykę do filmu Papusza (2013)
- Orzeł (Polska Nagroda Filmowa) w kategorii najlepsza muzyka do filmu Papusza (2014)
- Nagroda „Jańcio Wodnik” na Ogólnopolskim Festiwalu Sztuki Filmowej „Prowincjonalia” we Wrześni za muzykę do filmu Papusza (2014)
- Grand Prix Komeda na 3. Festiwalu Filmowym im. Krzysztofa Komedy w Ostrowie Wielkopolskim za muzykę do filmu Papusza (2014)
- Nagroda Miasta Krakowa za wybitne osiągnięcia w dziedzinie kompozycji (2017)
- Nagroda Specjalna i członkostwo honorowe Stowarzyszenia Autorów ZAiKS (2017)[13]
- Nagroda na 9. Festiwalu Filmowym im. Krzysztofa Komedy w Ostrowie Wielkopolskim za całokształt twórczości dla kompozytora muzyki filmowej (2020)[14]

Źródło:.